# Adriano Fieschi
Adriano Fieschi (né le 7 mars 1788 à Gênes et mort le 6 février 1858 à Rome) est un cardinal italien du XIXe siècle.
Il est de la famille des papes Innocent IV et  Adrien V et des cardinaux Guglielmo Fieschi (1244), Luca Fieschi (1300), Giovanni Fieschi (1378), Ludovico Fieschi (1384), Giorgio Fieschi (1439), Nicolas Fieschi (1503) et Lorenzo Fieschi (1706).

## Biographie
Adriano Fieschi exerce des fonctions au sein de la Curie romaine, notamment auprès de la Congrégation des eaux et des chemins et comme préfet de la Maison pontificale en 1833 et préfet du Palais apostolique en 1836.
Le pape Grégoire XVI le crée cardinal in pectore lors du consistoire du 23 juin 1834. Sa création est publiée le 13 septembre 1838. Fieschi participe au conclave de 1846, lors duquel Pie IX est élu pape. Le cardinal Fieschi est légat apostolique en Urbino et Pise en 1847. En 1854 il devient grand prieur de l'ordre souverain de Malte.
Il est le dernier survivant de la famille Fieschi de Gênes.

### Sources
- Fiche du cardinal sur le site de la FIU